# Agrias aguiro
Agrias aguiro är en fjärilsart som beskrevs av Le Moult 1933. Agrias aguiro ingår i släktet Agrias och familjen praktfjärilar. Inga underarter finns listade i Catalogue of Life.